# Озерки (Кемеровская область)
Озерки — деревня в Промышленновском районе Кемеровской области. Входит в состав Падунского сельского поселения.

## География
Центральная часть населённого пункта расположена на высоте 172 метров над уровнем моря.

## Население
По данным Всероссийской переписи населения 2010 года, в деревне Озерки проживает 560 человек (273 мужчины, 287 женщин).